# Vestec u Hořiček
Vestec (deutsch Westetz) ist eine Gemeinde in Tschechien. Sie liegt zehn Kilometer westlich von Náchod und gehört zum Okres Náchod.

## Geographie

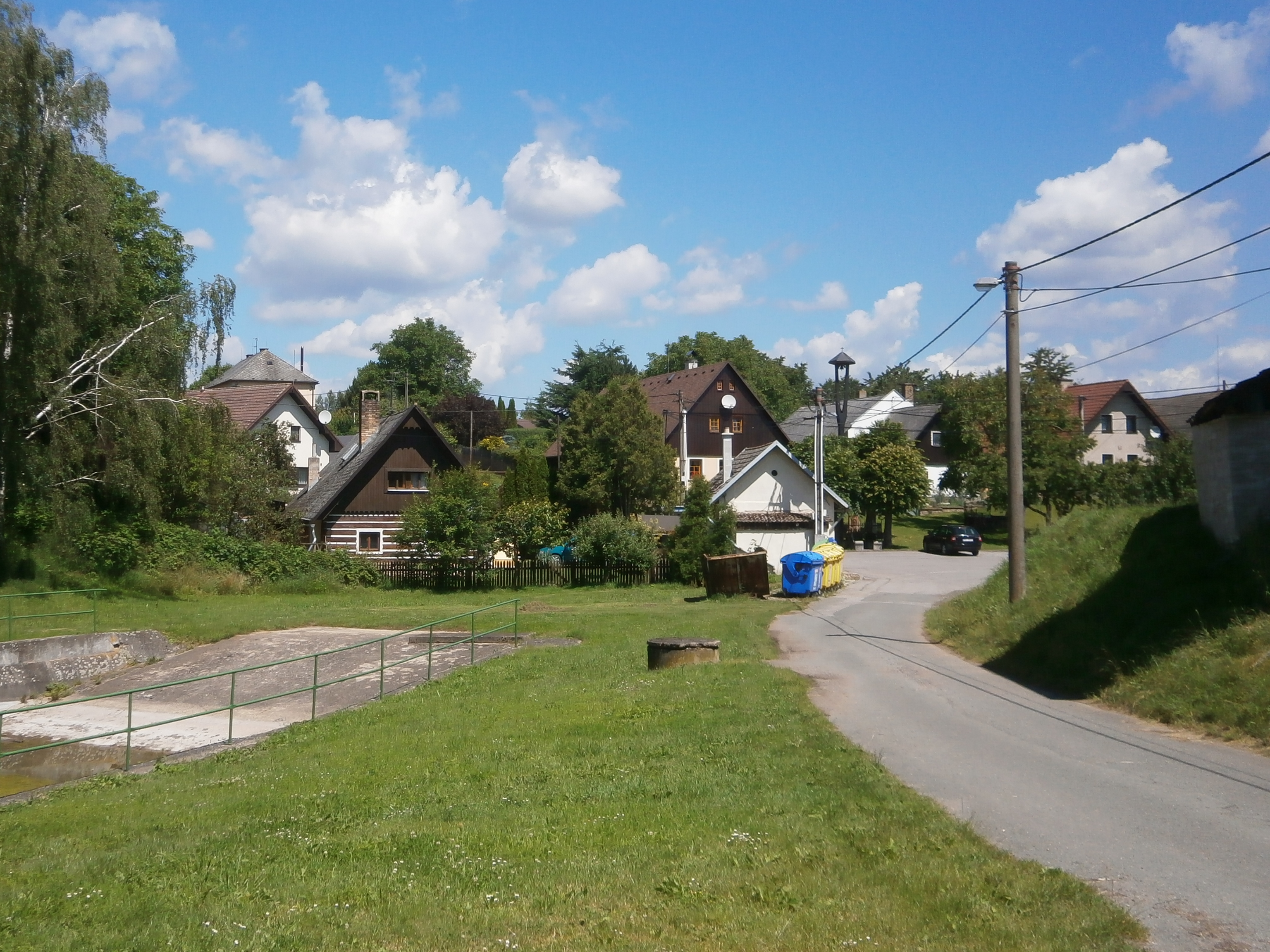
Vestec

Vestec befindet sich in der Quellmulde des Baches Vestecký potok auf einer Hochfläche rechtsseitig der Úpa, die östlich des Dorfes das Babiččino údolí durchfließt. Nordöstlich liegen die Reste der Riesenburg.
Nachbarorte sind Světlá im Norden, Pohodlí, Rýzmburk und Žernov im Nordosten, Ratibořice im Osten, Česká Skalice im Südosten, Malá Skalice, Zájezd, Malý Třebešov und Velký Třebešov im Süden, Miskolezy im Südwesten, Větrník und Lhota pod Hořičkami im Westen sowie Hostinka im Nordwesten.

## Geschichte
Vestec wurde 1415 zusammen mit Heřmanice erstmals urkundlich erwähnt. Besitzer der Feste Vestec war zu dieser Zeit Hynek von Dubá. Nach den Hussitenkriegen erwarb das Geschlecht Straka von Nedabylice die Güter. 1450 beteiligte sich Jan Straka an einer gemeinschaftlichen Aktion gegen den Raubritter Jan Kolda von Žampach. Zu den weiteren Besitzern gehörte Peter Straka, der bis zu seinem Tode im Jahre 1617 Hauptmann des Königgrätzer Kreises war. Sein Erbe trat dessen ältester Sohn Jindřich an. Jindřich Straka übte zugleich die Regentschaft über die Herrschaften Adam Erdmann Trčkas von Lípa aus. Nach dessen Ermordung während der Mordnacht von Eger 1634 wurden nicht nur die Güter Trčkas, sondern auch die von Jindřich Straka konfisziert. Der kaiserliche Obrist Štěpán Verfen de S. Muritio erhielt die Güter Strakas für 30.000 Gulden als Dank für treue Dienste verkauft. Verfen verkaufte davon Hermanitz mit Vestec 1637 für 21.500 Gulden an Ottavio Piccolomini; dieser schloss es an seine Herrschaft Nachod an.
Während der Regentschaft der Herzogin Wilhelmine von Sagan nahm 1814 in Vestec eine einklassige Dorfschule den Unterricht auf. 1876 entstand ein neues Schulhaus, in welchem im Jahre 1882 118 Kinder unterrichtet wurden.
Nach der Aufhebung der Patrimonialherrschaften bildete Vestec mit den Ortsteilen Hostyň (Hostinka) und Větrník ab 1850 eine Gemeinde im Bezirk Nové Město nad Metují. Zum Ende des 19. Jahrhunderts kam Vestec zum Bezirk Náchod. Mit Beginn des Jahres 1961 erfolgte die Eingemeindung von Vestec nach Lhota pod Hořičkami. Am 1. Juli 1985 wurde Vestec ein Ortsteil von Hořičky. Seit dem 1. September 1990 besteht die Gemeinde Vestec wieder, die Ortschaften Hostinka und Větrník entschieden sich zunächst für einen Wechsel zu Lhota pod Hořičkami. Seit dem 19. November 1994 gehören Hostinka und Větrník wieder zur Gemeinde Vestec.

## Gemeindegliederung
Die Gemeinde Vestec besteht aus den Ortsteilen Hostinka (Hostin), Vestec (Westetz) und Větrník (Windfeld). Zu Vestec gehören außerdem die  Einschichten Heřmanický Dvůr, auch Heřmanský Dvůr (Hermanitz) und Nouzín.
Das Gemeindegebiet bildet den Katastralbezirk Vestec u Hořiček.

## Religion
Die Katholiken der Gemeinde gehören zur Pfarrei Česká Skalice (Böhmisch Skalitz) im Bistum Königgrätz.

## Sehenswürdigkeiten
- Schloss Ratibořice
- Großmuttertal
- Glockenturm